# Episodi de La famiglia Benvenuti (prima stagione)
La prima stagione della serie televisiva La famiglia Benvenuti, composta da sei episodi e realizzata in bianco e nero, è andata in onda in anteprima sul Programma Nazionale della Rai dal 2 al 30 aprile 1968.
| nº | Titolo           | Prima visione  |
| -- | ---------------- | -------------- |
| 1  | Primo episodio   | 2 aprile 1968  |
| 2  | Secondo episodio | 9 aprile 1968  |
| 3  | Terzo episodio   | 16 aprile 1968 |
| 4  | Quarto episodio  | 23 aprile 1968 |
| 5  | Quinto episodio  | 25 aprile 1968 |
| 6  | Sesto episodio   | 30 aprile 1968 |

## Primo episodio
- Altri interpreti: Graziano Giusti, Mario Siletti, Ettore Geri, Gabriele Polverosi.

Trama
La famiglia Benvenuti inizia con il trasloco in una casa più adeguata alle loro necessità. Il capofamiglia Alberto ha potuto acquistarla con l’aiuto finanziario del suocero. I suoceri vanno a trovare i parenti nel nuovo appartamento, possiamo così conoscere gli altri componenti la famiglia: la moglie Marina, i figli Ghigo e Andrea e Amabile, la donna di servizio.

## Secondo episodio
- Altri interpreti: Gigi Ballista, Elio Crovetto, Paolo Ricci, Bruno Proietti, Melania De Luca, Alberto Sartoris.

Trama
Il desiderio di un maggiore benessere si scontra con la necessità di non intaccare il bilancio familiare. Marina propone di organizzare nella nuova casa un intrattenimento per bambini. Alberto accetta pur non essendo d'accordo.

## Terzo episodio
- Altri interpreti: Clark Bodo Larsen, Luca Dal Fabbro, Antonio Gallo, Stefano Damia, Massimo Federici.

Trama
Marina non va d'accordo con Amabile, che era la tata di Alberto. Andrea prende il morbillo e contagia il padre.
Ghigo conosce Simona, sua coetanea. Marina è preoccupata perché Ghigo è in ritardo e non riesce ad avere sue notizie. Quando Ghigo torna a casa spiega la sua disavventura: è rimasto coinvolto in una manifestazione pacifista.

## Quarto episodio
- Altri interpreti: Melania De Luca, Cesare Gelli, Pupa Sassaroli, Mario Molli.

Trama
Marina e Amabile continuano a non andare d'accordo. Andrea dice alla domestica che i genitori hanno intenzione di allontanarla e Amabile li previene andandosene di sua iniziativa. L’assenza di Amabile si sente e culmina con il fallimento del pranzo di Pasqua. I Benvenuti con la loro Fiat 850, comprata a rate, vanno a riprendere Amabile. 

## Quinto episodio
- Altri interpreti: Antonio Casagrande, Gianni Musy, Paolo Ricci, Alberto Sartoris, Luca Dal Fabbro, Antonio Gallo, Stefano Damia, Massimo Federici, Giulio Paradisi, Nicola Morelli, Ettore Geri.

Trama
I coniugi Benvenuti passano la serata in un locale dove Ghigo suona con i suoi amici, “I cicisbei”. Rientrati a casa trovano un estraneo. Alberto impietosito gli regala dei vestiti e gli offre da mangiare, ma la polizia arresta il ladro.

## Sesto episodio
- Altri interpreti: Gigi Ballista, Mario Maranzana, Luca Dal Fabbro, Antonio Gallo, Stefano Damia, Massimo Federici, Jean Rougeul.

Trama
L’anno scolastico sta per terminare. Ghigo ha ottenuto la maturità, i suoi genitori vogliono organizzare una festa ma il ragazzo preferisce festeggiare con Simona e gli amici. Ma la festa si farà ugualmente quando anche Ghigo saprà che Marina è in attesa di un altro figlio.